# زيتوني (لون)
الزيتوني هو ظل من ظلال اللون الأصفر المائل للخُضرة والاسم مشتق من نبات الزيتون. 

اللون المُكمّل : الأزرق الفاتح.

## استخدمات شائعة للون الزيتوني
- يستخدم في الملابس والأدوات العسكرية للتمويه.
- في بدايات القرن العشرين كان تعبير زيتوني البشرة يُطلق على الأفراد من الجنس القوقازي وبخاصة شعوب البحر المتوسط.
- يستخدم اللون الزيتوني لدهان الكنائس في العصر الحالي.

## معرض صور

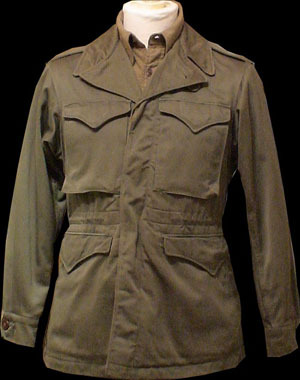
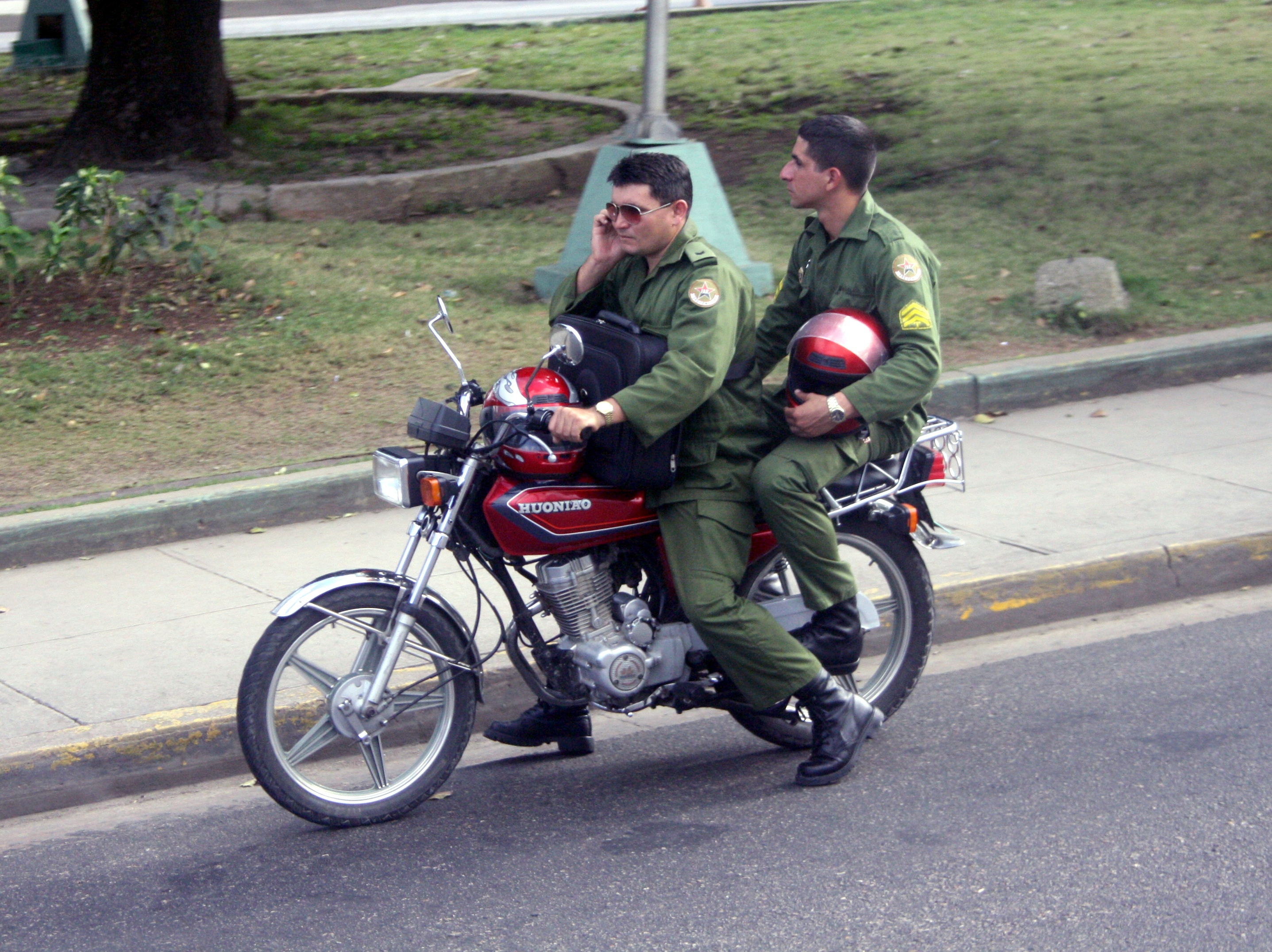
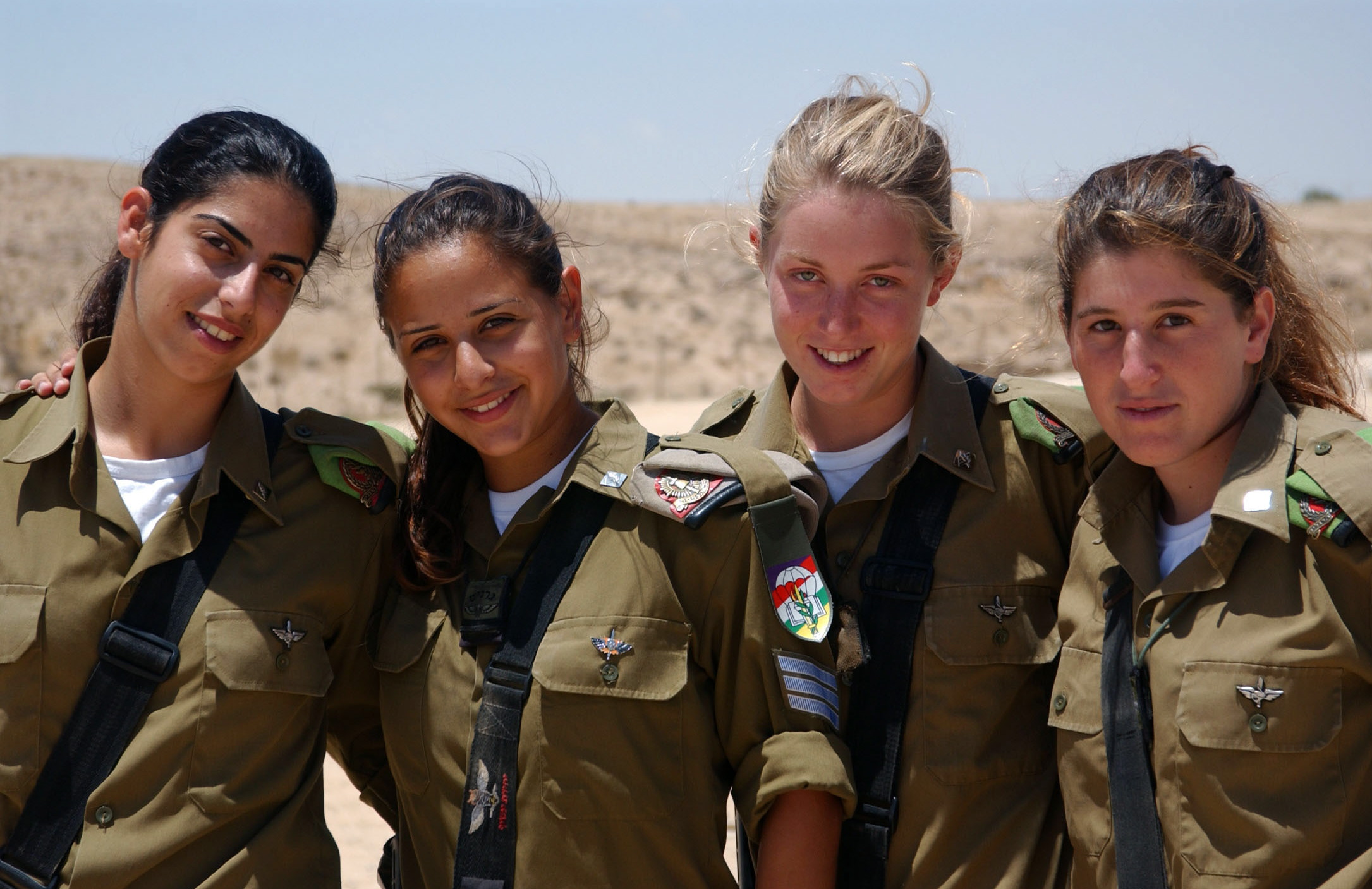